# Phos hilaron
Phos hilaron (Φῶς Ἱλαρόν) to najstarszy chrześcijański hymn napisany w języku greckim z II wieku Pogodna Światłości" (w staro-cerkiewno-słowiańskim "Swietie tichyj") - to jedna z najstarszych modlitw Kościoła (II w.) odmawiany jako modlitwa wieczorna.
Hymn Phos hilaron (oryginalny tekst grecki):
Φῶς ἱλαρὸν ἁγίας δόξης ἀθανάτου Πατρός,
οὐρανίου, ἁγίου, μάκαρος, Ἰησοῦ Χριστέ,
ἐλθόντες ἐπὶ τὴν ἡλίου δύσιν, ἰδόντες φῶς ἑσπερινόν,
ὑμνοῦμεν Πατέρα, Υἱόν, καὶ ἅγιον Πνεῦμα, Θεόν.
Ἄξιόν σε ἐν πᾶσι καιροῖς ὑμνεῖσθαι φωναῖς αἰσίαις,
Υἱὲ Θεοῦ, ζωὴν ὁ διδούς· διὸ ὁ κόσμος σὲ δοξάζει.
Tłumaczenie polskie:
Pogodna światłości Ojca świętej chwały,
 Nieśmiertelnego Pana niebiosów i ziemi, 
 Jezu Chryste. Pod zachód dzień nam dobiegł cały, 
 I gwiazdę już wieczorną oczami naszymi 
Oglądamy w niebie, ku czci Twojej, Boże, 
Ojcze, Synu, i Duchu świętości, śpiewamy, 
Boś godzien jest, o Panie, by o każdej porze, 
Głoszono Twoją chwałę zbożnymi pieśniami, 
O wielki Synu Boży, Tyś życia szafarzem, 
Przeto Ci świat pieśń chwały 
wdzięcznie składa w darze.